# Zdeněk Hron
Zdeněk Hron (* 23. září 1944, České Budějovice) je český pedagog, překladatel, redaktor, básník a diplomat.

## Život
Roku 1961 maturoval na Vojenské škole Jana Žižky z Trocnova v Moravské Třebové a následně vystudoval v letech 1961–1967 angličtinu a češtinu na Filozofické fakultě Univerzity Karlovy. Od roku 1968 vyučoval na Jazykové škole v Praze a od roku 1987 se věnuje ve svobodném povolání překladatelské činnosti. Byl rovněž kulturním atašé velvyslanectví České republiky v Londýně.
Překládá z angličtiny (výjimečně z latiny, italštiny, němčiny a francouzštiny), a to prózu, poezii i divadelní hry. Pro Československou a Českou televizi přeložil dialogy a titulky k řadě filmů a seriálů. Jako nakladatelský redaktor sestavil několik básnických antologií, uspořádal výbory z veršů různých českých básníků (Blatný, Bridel, Mácha, Michna z Otradovic, Neruda a další) a sám je rovněž autorem deseti básnických sbírek.

## Vlastní práce

### Básnické sbírky
- Posunutý poledník (Praha: Torst, 2000), verše odrážející autory názory a pocity od poloviny šedesátých let do konce let sedmdesátých v pochmurné normalizační atmosféře.
- Vyhlazená léta, (Praha: BB/art, 2001), básně z let 1978–1984
- Tamodtud (Praha: BB/art, 2001), verše inspirované autorovým pobytem ve Velké Británii v roce 2000.
- Smlčený výkřik (Praha: BB/art, 2001).
- Kost a kůže slov (Praha: BB/art, 2004), sbírky V hadím větru a Ohňostroj bez tmy vydané společně v jednom svazku.
- Blboun nejapný (Praha: Dybbuk, 2008), verše zaměřené na bilanční výpověď, která je navíc poznamenána básníkovou nemocí a předtuchou smrti.
- Škvírou v žaluzii (Praha: Dybbuk, 2008), verše navazující svým obsahem na sbírku Blboun nejapný.
- Řeka v dešti (Praha: Dybbuk, 2009), závěrečná sbírka volné básnické trilogie (předcházjející svazky jsou sbírky Blboun nejapný a Škvírou v žaluzii)
- Ve víru rorýsů (Hradec Králové: Milan Hodek – Paper Jam 2017).
- Pan Mortovivo (Hradec Králové: Milan Hodek – Paper Jam 2017), básně v próze a básnické prózy.